# Roselit
Roselit – rzadki minerał, będący arsenianem kobaltu.  

## Właściwości
Krystalizuje w układzie jednoskośnym. Wykształca kryształy o pokroju grubotabliczkowym i krótkosłupkowym; zazwyczaj drobne. Występuje jako zbite naskorupienia. Spotykany też jako grup kryształów w druzach lub skupieniach kulistych. Często tworzy kryształy bliźniacze. Posiada czerwoną rysę oraz szklisty połysk. Jest minerałem kruchym, przezroczystym do przeświecającego. Jest izostrukturalny z brandtitem i wendwilsonitem. 

## Występowanie
Występuje w strefie utleniania minerałów kobaltu, przede wszystkim dolomitu. Towarzyszą mu erytryn, konichalcyt, kalcyt, dolomit, kwarc, wendwilsonit i chloantyt. 

## Miejsce występowania
Jest minerałem bardzo rzadkim. Największe złoża występują w Niemczech (Schwarzwald, Saksonia, Hesja) oraz w Maroku. Spotykany ponadto w Iranie, Hiszpanii, we Włoszech, Chile, Kanadzie, Azerbejdżanie i Australii.

## Galeria

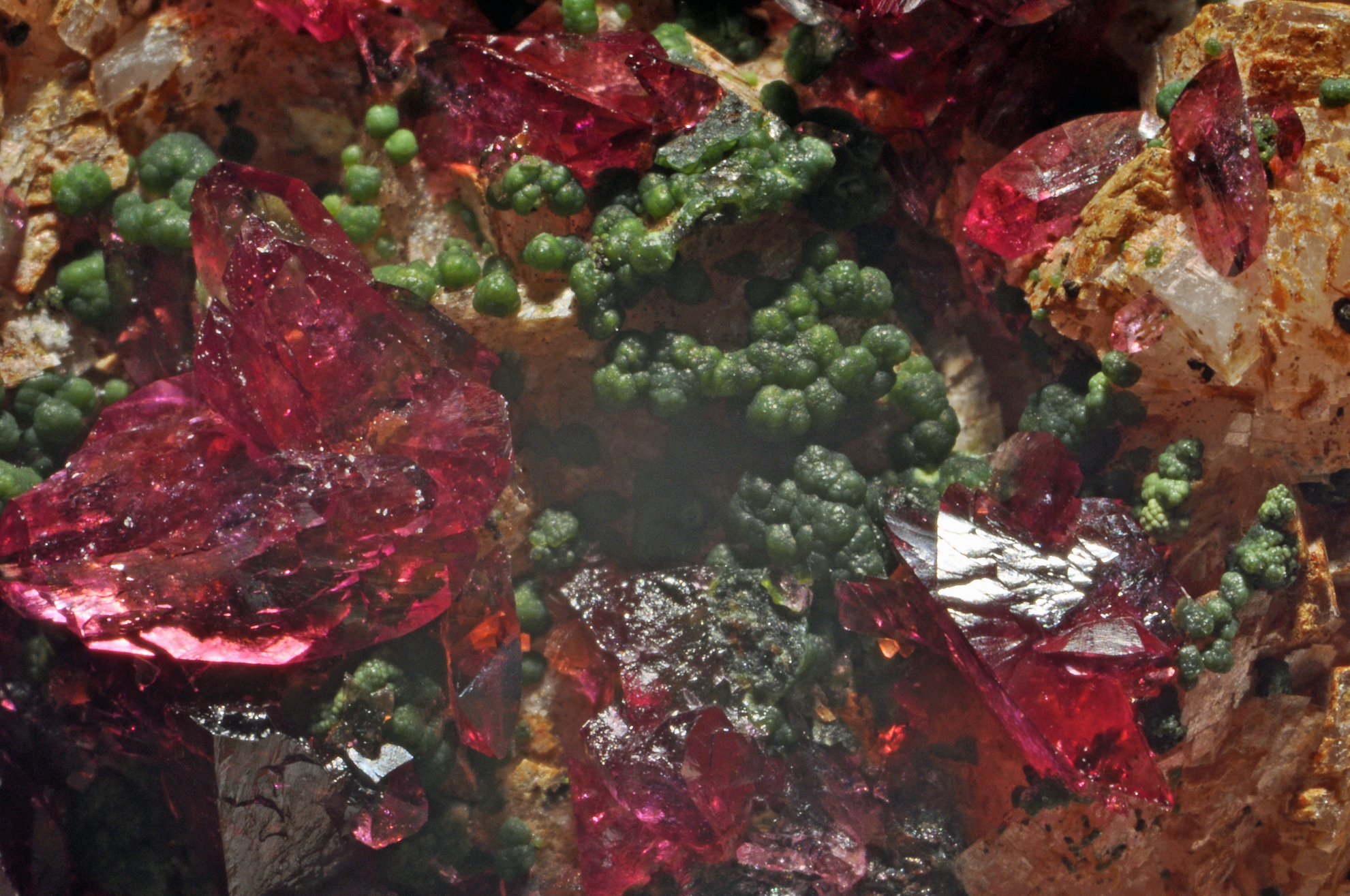
okaz w towarzystwie konichalcytu z Maroka
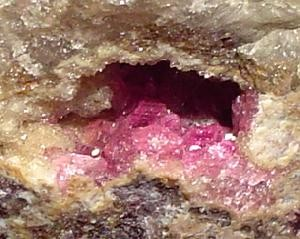
w asocjacji z kwarcem z Niemiec